# جانيت براون
جانيت براون (بالإنجليزية: Janet Brown)‏ (و. 1923 – 2011 م) هي ممثلة، وممثلة هزلية، من المملكة المتحدة، توفيت عن عمر يناهز 88 عاماً.

## وصلات خارجية
- جانيت براون على موقع IMDb (الإنجليزية)
- جانيت براون على موقع ميوزك برينز (الإنجليزية)
- جانيت براون على موقع أول موفي (الإنجليزية)
- جانيت براون على موقع قاعدة بيانات الأفلام السويدية (السويدية)
- جانيت براون على موقع ديسكوغز (الإنجليزية)
- جانيت براون على موقع قاعدة بيانات الفيلم (الإنجليزية)